# Елмгерст Тауншип (округ Лекаванна, Пенсільванія)
Елмгерст Тауншип (англ. Elmhurst Township) — селище (англ. township) в США, в окрузі Лекаванна штату Пенсільванія. Населення — 842 особи (2020).

## Демографія
Згідно з переписом 2010 року, у селищі мешкали 894 особи в 330 домогосподарствах у складі 216 родин. Було 348 помешкань
Расовий склад населення:
| - 98,4 % — білих - 0,3 % — чорних або афроамериканців - 0,1 % — азіатів |

До двох чи більше рас належало 1,0 %. Частка іспаномовних становила 1,1 % від усіх жителів.
За віковим діапазоном населення розподілялося таким чином: 18,7 % — особи молодші 18 років, 50,4 % — особи у віці 18—64 років, 30,9 % — особи у віці 65 років та старші. Медіана віку мешканця становила 50,2 року. На 100 осіб жіночої статі у селищі припадало 79,2 чоловіків;  на 100 жінок у віці від 18 років та старших — 71,1 чоловіків також старших 18 років.
Середній дохід на одне домашнє господарство  становив 81 849 доларів США (медіана — 71 563), а середній дохід на одну сім'ю — 97 400 доларів (медіана — 85 000). Медіана доходів становила 61 964 долари для чоловіків та 54 063 долари для жінок. За межею бідності перебувало 3,6 % осіб, у тому числі 0,0 % дітей у віці до 18 років та 12,5 % осіб у віці 65 років та старших.
Цивільне працевлаштоване населення становило 440 осіб. Основні галузі зайнятості: освіта, охорона здоров'я та соціальна допомога — 27,0 %, роздрібна торгівля — 11,4 %, мистецтво, розваги та відпочинок — 11,1 %.